# 神谷宣郎
神谷 宣郎（かみや のぶろう、1913年7月23日 - 1999年1月10日）は日本の生物学者。専門は植物学、細胞生理学。

## 経歴
東京府で生まれる。府立高等学校を経て、東京帝国大学（現・東京大学）理学部植物科を卒業後、同大学講師となる。1948年に同大学で理学博士号を取得後、1949年に大阪大学理学部教授に就任。1946年の東京大学講師在任中に神谷美恵子と結婚した。1977年に大阪大学名誉教授となり、基礎生物学研究所教授に転身する。1972年 - 1973年に日本植物生理学会会長を務めたほか、国際細胞生物学連合会会長を歴任した。1971年に日本学士院賞を受賞しており、1981年に日本学士院会員に選任された。1984年に勲二等瑞宝章を受章した。1991年に第1回南方熊楠賞受賞。
この間に国際的にも活動を行い、ギーセン大学、ペンシルベニア大学などで研究に従事し、1962年にプリンストン大学、1969年にニューヨーク州立大学、1981年にダートマス大学、1985年にボン大学などの客員教授を務めた。